# 교보생명보험
교보생명보험 주식회사(敎保生命保險, Kyobo Life Insurance)는 대한민국의 생명보험사이다. 1958년 대한교육보험(大韓敎育保險)으로 출범하여 1995년 사명을 교보생명으로 변경하였고 2001년 현재의 곡옥을 상징하는 로고와 서체로 변경하였다. 본사는 서울특별시 종로구 세종대로에 있으며 본사 건물 벽면에 광화문 글판을 통해서 글귀를 게시하고 있다. 또한 본사 빌딩에는 주한 호주 대사관, 주한 콜롬비아 대사관, 주한 오스트리아 대사관, 주한 핀란드 대사관이 입주하고 있다.

## 연혁
- 1958년 8월 대한교육보험 창립
- 1980년 7월 종로구 종로1가 1번지로 본사 이전
- 1980년 12월 교보문고 설립
- 1985년 5월 체육꿈나무지원사업 추진
- 1988년 6월 연수원 개원
- 1991년 10월 대산농촌문화재단 설립
- 1992년 12월 대산문화재단 설립
- 1995년 4월 교보생명보험으로 사명 변경
- 1997년 4월 교보생명교육문화재단 설립
- 2002년 12월 교보다솜이 사회봉사단 창단
- 2003년 5월 강남 교보타워 준공
- 2008년 1월 사회적기업 제1호 다솜이재단 출범
- 2010년 10월 UN 글로벌콤팩트 가입
- 2013년 12월 교보라이프플래닛생명보험 설립
- 2014년 11월 우리은행 인수 시도
- 2016년 1월 교보인의 Vision 2020 선포
- 2019년 6월 교보정보통신 지분 100% 인수로 완전자회사 편입
- 2020년 1월 교보자산신탁(구 생보부동산신탁) 출범
- 2023년 4월 교보AIM자산운용(구 파빌리온자산운용) 출범

## 슬로건
- 희망이 있고 평화가 있고 안정이 있는 대한교육보험 (1968년)
- 100만 보험가족으로부터 1000만 보험가족으로 발전하는 대한교육보험 ([1969년]])
- 웃고 뛰놀자, 그리고 하늘을 보며 생각하고 프른 내일의 꿈을 키우자 (1975년)
- 힘차게 전진하는 대한교육보험 (1976년)
- 장래에 대한 보장은 모든 사람의 소망입니다 (1977년 ~ 1981년)
- 국민교육진흥과 민족자본형성의 창립이념을 구현하는 기업 (1993년)
- 생명보험도 미래설계도 대한교육보험 (1994년)
- 21세기 종합금융보험 (1995년)
- 교육보험 연금보험 (1996년 ~ 2000년)
- 기분좋은 선택 (2000년 ~ 2001년)
- Best Life Partner (2000년 ~ 2001년)
- 고객을 위한 조연 (2001년 ~ 2002년)
- 소중한 꿈이 이어지는 교보생명 (2003년 ~ 2008년)
- 소중한 꿈을 지켜주는 교보생명 (2008년 ~ 현재)
- 평생 든든하게 (2013년 ~ 2015년
- 상품 채널 NO.1 생명보험회사 (2018년 ~ 현재)
- 평생 서비스 (2020년 ~ 현재)

## 역대 임원

### 명예회장
- 신용호 (1975년 ~ 1985년)
- 신용희 (1991년 ~ 1992년)

### 회장
- 이연 (1960년 ~ 1961년 / 1962년 ~ 1965년)
- 신용호 (1967년 ~ 1975년)
- 신용희 (1975년 ~ 1991년 / 1992년 ~ 1994년)
- 이도선 (1994년 ~ 1997년)

### 대표이사 회장
- 신창재 (2000년 ~ 현재)